# Inspyration
Inspyration (grafisch: InSPYRAtion) is een livealbum van Wolfram Spyra (Der Spyra). Het is een (gedeeltelijke) registratie van een concert tijdens het Sequenzen-festival in Solingen. Hij werd tijdens het concert begeleid door zangeres Roksana Vikaluk. Hij speelt elektronische muziek uit de Berlijnse School, Zij voegt er een zangstem aan toe. Een vergelijking met de samenwerking Klaus Schulze en Lisa Gerrard (een gelijke combinatie, zie bijvoorbeeld Big in Europe Vol. 1) was daarom snel gemaakt.

## Musici
- Wolfram Spyra – synthesizers, elektronica
- Roksana Vikaluk - zangstem

## Muziek
| Nr. | Titel           | Duur  |
| --- | --------------- | ----- |
| 1.  | Zeitstaub       | 27:29 |
| 2.  | Flying thoughts | 15:31 |
| 3.  | Lux aeterna     | 10:18 |
| 4.  | Aerial vox      | 21:26 |